# Antônio Carlos Félix
Antônio Carlos Félix (Caldas, 5 de dezembro de 1957) é um prelado brasileiro da Igreja Católica, atual bispo de Governador Valadares em Minas Gerais. Foi o quarto Bispo da Diocese de Luz, Minas Gerais.

## Biografia
Frequentou o curso de Filosofia no Seminário maior em Pouso Alegre e Teologia no Instituto Teológico “Sagrado Coração de Jesus”, em Taubaté. A especialização em Teologia Dogmática foi realizada na Pontifícia Faculdade de Teologia “Nossa Senhora da Assunção”, em São Paulo.
Foi vigário paroquial da paróquia São Francisco de Paula, em Ouro Fino e da paróquia Nossa Senhora da Piedade, em Crisólia. Também foi professor, promotor vocacional, diretor dos estudos e reitor do seminário arquidiocesano de Pouso Alegre (1988-1999). Foi pároco da paróquia “São Cristóvão”, em Pouso Alegre e professor, diretor espiritual e de teses teológicas no Instituto Teológico Interdiocesano “São José” (2000-2003).
Em 5 de fevereiro de 2003, foi nomeado bispo de Luz, recebendo a consagração episcopal em 4 de maio por Dom Ricardo Pedro Chaves Pinto Filho, arcebispo de Pouso Alegre, tendo como co-sagrantes Dom Serafim Fernandes de Araújo, arcebispo de Belo Horizonte e Dom João Bosco Oliver de Faria, bispo de Pato de Minas.
Em 6 de março de 2014, foi transferido para a Sé de Governador Valadares. Tomou posse da Diocese de Governador Valadares em 18 de maio de 2014, após 11 anos como bispo diocesano de Luz.